# Atlantoraja platana
Atlantoraja platana е вид хрущялна риба от семейство Arhynchobatidae. Видът е уязвим и сериозно застрашен от изчезване.

## Разпространение и местообитание
Разпространен е в Аржентина (Буенос Айрес, Рио Негро, Санта Крус и Чубут), Бразилия (Парана, Рио Гранди до Сул, Рио де Жанейро, Санта Катарина и Сао Пауло) и Уругвай.
Среща се на дълбочина от 19 до 181 m, при температура на водата от 13,5 до 20,7 °C и соленост 32,7 – 36,4 ‰.

## Описание
На дължина достигат до 80 cm.
Популацията на вида е намаляваща.